# Eurata orfilai
Eurata orfilai är en fjärilsart som beskrevs av Köhler 1934. Eurata orfilai ingår i släktet Eurata och familjen björnspinnare. Inga underarter finns listade i Catalogue of Life.